# Leptogaster suleymani
Leptogaster suleymani är en tvåvingeart som beskrevs av Hasbenli 2006. Leptogaster suleymani ingår i släktet Leptogaster och familjen rovflugor.
Artens utbredningsområde är Turkiet. Inga underarter finns listade i Catalogue of Life.